# بولاتوفيتشي
بولاتوفيتشي (بالسيريلية Булатовићи) هي قرية في البوسنة والهرسك. وهي تقع في بلدية كونييتش التابعة لكانتون الهرسك-نيريتفا في اتحاد البوسنة والهرسك. طبقا لنتائج تعداد البوسنة عام 2013 فقد كان عدد سكانها 51 نسمة.

## التاريخ
تقع على أراضي القرية مقبرة مدرجة على قائمة الآثار الوطنية للبوسنة والهرسك.

## التركيبة السكانية

### التطور التاريخي للسكان
| 1961 | 1971 | 1981 | 1991 | 2013 |
| ---- | ---- | ---- | ---- | ---- |
| 112  | 98   | 105  | 97   | 51   |

### المجتمع المحلي
في عام 1991، كان المجتمع المحلي للقرية يتألف من 798 نسمة موزعة على النحو التالي:

## وصلات خارجية
- Maplandia (بالإنجليزية)